# 柊太朗
柊太朗（日语：／ Tōtarō，2000年10月27日—），日本演員，出生於北海道，隸屬於Uni Entertainment Inc.。

## 生平
曾於直播平台LINE LIVE以「田家柊太朗」為名義活動。
2022年3月起於東映公司「超級戰隊系列」第46部特攝作品《暴太郎戰隊DON BROTHERS》演出「犬塚翼」一角。

## 外部連結
- プロフィール （页面存档备份，存于） - Uni Entertainment Inc.
- 柊太朗的X（前Twitter）
- 柊太朗的Instagram帳戶
- 柊太朗的TikTok
- YouTube上的柊太朗頻道

| 前任： 岸田達也 永井大 （騎士龍戰隊龍裝者） | 日本超級戰隊系列黑色戰士演員 暴太郎戰隊DON BROTHERS 2022年3月6日-2023年2月26日 | 繼任： 佳久創 （國王戰隊帝王者） |